# Слобода-Новоселицька
Слобода-Новоселицька — село в Україні, в Коростенському районі Житомирської області. Входить до складу Овруцької міської громади. Населення становить 47 осіб.

## Історія
У 1906 році  Новоселицька Слобода, хутір Гладковицької волості Овруцького повіту Волинської губернії. Відстань від повітового міста 16 верст, від волості 16. Дворів 13, мешканців 902.